# Julio Just
Julio Just Gimeno (Alboraia, 5 de marzo de 1894 - París, 30 de octubre de 1976) fue un político, escritor e ingeniero español.

## Biografía
Al proclamarse la Segunda República Española participó en las elecciones de 1931 en representación del Partido Republicano Radical obteniendo un escaño por la circunscripción de Valencia, escaño que volvería a obtener tanto en las elecciones de 1933, a las que se presentó bajo las siglas del Partido de Unión Republicana Autonomista, como en las de 1936 en esta ocasión en representación de Izquierda Republicana.
En febrero de 1936 fue nombrado director general de Obras Hidráulicas, cargo que desempeñó hasta su nombramiento como ministro de Obras Públicas en el Gobierno de Francisco Largo Caballero.
Tras finalizar la guerra civil española se exilió y ocupó diversas carteras ministeriales en el gobierno de la República en el exilio.

## Obra literaria
Entre los títulos más relevantes de su obra cabe citar:
- Blasco Ibánez i València (1929).
- Siembra republicana (1930).
- Veteranos de la República (1932).
- La Pluma en la barricada (1934).